# نشانگان مک‌کین–آلبرایت
نشانگان مک کین- آلبرایت یک بیماری ژنتیکی ناشی از موتاسیون فعال کننده روی ژن G-protein همراه با نشانه‌های درگیری استخوان، مشکلات رنگدانه‌ای پوست و اختلالات هورمونی به همراه بلوغ زود رس است. این بیماری نخستین بار در سال ۱۹۳۷ از سوی داناوان جیمز مک‌کین و فولر آلبرایت به عنوان نشانگان شناخته شد.

## نشانه‌های بیماری
هنگامی که فرد دو نشانه از علائم زیر را نشان دهد، احتمال بیماری مطرح می‌شود
- پرکاری خودانگیخته غده درون‌ریز مانندبلوغ زود رس
- لکه‌های شیر قهوه‌ای cafe-au-lait spots
- دیسپلازی فیبروز استخوانی متعدد ( Polyostotic fibrous dysplasia )

نکات تستی جهت حفظ کردن علائم:
بلوک پردیس  »»بلوغ زودرس-کافه او لایت- پرکاری غدد درون ریز- دیسپلازی فیبرو